# Malahai

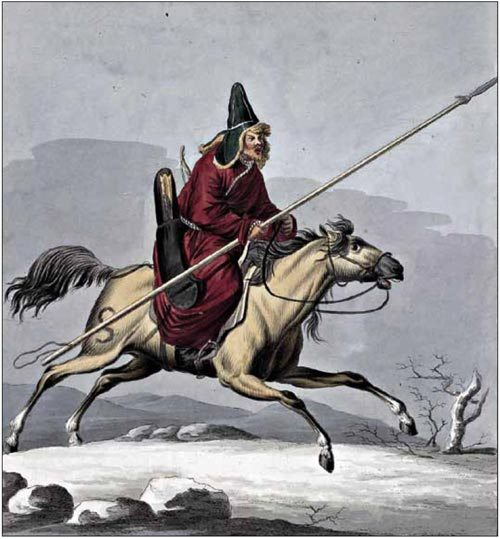
Một người đàn ông Kyrgyz đội malahai, tranh đầu thế kỷ 19.

Malahai (tiếng Nga: малаха́й hay малакай, tiếng Kazakh: малақай, chuyển tự: malaqai) là một loại mũ đội đầu trong lịch sử có nguồn gốc từ Kazakhstan, được sử dụng ở một số khu vực khác của Trung Á và trên khắp Đế quốc Nga từ giữa thế kỷ 18 đến giữa thế kỷ 19. Đây là một loại mũ lông thú có chóp cao hình nón, hình trụ hoặc tứ giác và thường có bốn vạt: hai vạt bên dài che tai, một vạt phía sau rộng che cổ và vai, và một vạt trước ngắn che mắt. Malahai được lót bằng lông thú của nhiều loài động vật khác nhau bao gồm lửng, cáo và sói.
Đàn ông đội malahai vào mùa đông để chống chọi với cái lạnh và thời tiết khắc nghiệt khi đi đường. Ngoài ra, chiếc mũ còn được dùng để bảo vệ đầu khỏi vũ khí có lưỡi. Phụ nữ ở một số vùng của Nga cũng đội malahai. Trong số các Cựu Tín đồ, nó đã bị cấm vì lý do tôn giáo.

## Từ nguyên
Nguồn gốc của từ malahai đang gây tranh cãi. Mặc dù hầu hết các nhà bác ngữ học đều đồng ý rằng nó bắt nguồn từ malgai trong tiếng Mông Cổ (малгай, phát âm tiếng Mông Cổ: [maɮˈʁæe]), có nghĩa là "mũ", họ không thống nhất về cách từ này xuất hiện trong tiếng Nga. Sự phân bố rộng rãi của từ này trong các ngôn ngữ Turk dẫn đến giả thuyết rằng nó đã du nhập vào tiếng Nga thông qua tiếng Turk, nhưng lại có ý kiến rằng nó xuất phát từ những người nói tiếng Mãn Châu và Mông Cổ ở đông nam Siberia và sau này mới được du nhập vào tiếng Turk thông qua tiếng Nga.

## Thiết kế và chất liệu
Các họa sĩ Trung Quốc và Tây Âu vẽ nhiều tranh miêu tả đàn ông Kazakh đội malahai trong thế kỷ 18 và 19. Đến cuối thế kỷ 19, các quan chức, binh lính và nhà lữ hành Nga chụp ảnh họ. Tính đến năm 2012, bảy chiếc malahai chuẩn với mức độ hư hại khác nhau vẫn được trưng bày trong các viện bảo tàng và bộ sưu tập tư nhân ở Trung Quốc, Kazakhstan và Nga.
Chóp mũ nói chung cao 40–50 xentimét (16–20 in) và có dạng hình nón, hình trụ hoặc hình tứ giác. Mũ đội đầu thường có bốn vạt; trong đó vạt phía trước hình chữ nhật và ngắn hơn những vạt còn lại, thường được gập lên trên và chỉ hạ xuống để che trán của người đeo trong những đợt rét đậm hoặc bão tuyết. Hai vạt bên hoặc "tai" (naushi) được buộc lại với nhau trên cằm hoặc dưới cằm người đội, bằng dây da hoặc ruy băng được khâu trên vạt. Vạt sau rộng che kín cổ và vai người đội. Malahai có chất liệu da cừu, da hươu và da bê, lót bằng lông thú của nhiều loại động vật khác nhau như hải ly, cáo, lửng và sói, trong khi lớp ngoài cùng được làm bằng vải, thổ cẩm, lụa hoặc nhung.

## Tại Nga
Các dân tộc Bashkir và Kalmyk mang malahai đến Nga vào giữa thế kỷ 18, đưa chiếc mũ trở thành trang phục của người dân Nga. Vào giữa thế kỷ 19, dân chúng khắp Siberia và nước Nga thuộc châu Âu cũng sử dụng malahai; tuy nhiên vai trò của mũ bị ushanka thay thế trước khi thế kỷ này kết thúc.
Người dân Nga thường dùng malahai khi ra đường. Do đó, chiếc mũ đã trở thành vật đội đầu đặc biệt của những người đánh xe ngựa vùng Siberia. Đàn ông đội mũ vào mùa đông để chống chọi với cái lạnh và thời tiết khắc nghiệt, đồng thời bảo vệ đầu khỏi vũ khí có lưỡi. Ở một số vùng của Nga phụ nữ cũng đội nó.
Với Cựu Tín đồ—những người theo Chính thống giáo Đông phương duy trì phụng vụ và nghi lễ của Giáo hội Chính thống giáo Nga như trước khi Thượng phụ Nikon tiến hành cải cách ở Moskva—việc đội malahai bị cấm vì tạo ra chiếc bóng có hình dạng được cho là giống một con quỷ có sừng. Một số mũ được lót bằng lông sói, thứ mà họ bị cấm mặc, đặc biệt là trong các buổi cầu nguyện nhóm.